# Mu i Be – Opowieści z farmy
Mu i Be – Opowieści z farmy (niem. Muh und Mäh - Boomerang Bauernhof-Geschichten, 2013) – niemiecki serial telewizyjny dla dzieci wyprodukowany przez Megaherz TV Fernsehproduktion GmbH i Turner Broadcasting System Deutschland.
Piosenkę tytułową w polskiej wersji, otwierającą każdy odcinek zaśpiewała zwyciężczyni trzeciej edycji polskiego programu Mam talent! – Magdalena Welc.
Premiera serialu miała miejsce 25 sierpnia 2013 roku na niemieckim Boomerangu. W Polsce premiera serialu zadebiutowała 1 czerwca 2014 roku na antenie Boomerang.

## Fabuła
Serial opowiada o losach czwórki rodzeństwa – Stephana, Andrea, Nicoli i Hannes, która mieszka z rodzicami na farmie Tirolerhof, w Alpach Bawarskich, gdzie pomagają opiekować się zwierzętami gospodarskimi. W każdym odcinku dzieci przeżywają wspólnie niesamowite przygody, a podczas wykonywania codziennych obowiązków czy poznawaniu okolicznych lasów, bohaterowie wyjaśnią na czym polega życie na wsi.

## Wersja polska
Wersja polska: SDI Media Polska

Reżyseria: Marek Robaczewski

Tekst polski: Paweł Składanowski

Koordynacja produkcji: Katarzyna Ciecierska

Kierownictwo muzyczne: Agnieszka Tomicka

Wystąpili:
- Julia Kołakowska-Bytner – Narratorka
- Zuzanna Jaźwińska – Andrea
- Jakub Jóźwik – Stefan
- Bernard Lewandowski – Hannes
- Aleksandra Kowalicka – Nikola
- Robert Tondera – Markus
- Joanna Węgrzynowska-Cybińska – Brigitte

Wykonanie piosenki czołówkowej: Magdalena Welc oraz Zofia Modej i Filip Dudycz

## Spis odcinków
| Premiera odcinka | N/o | Angielski tytuł                 |
| ---------------- | --- | ------------------------------- |
|                  |     |                                 |
| SERIA PIERWSZA   |     |                                 |
|                  |     |                                 |
| 01.06.2014       | 01  | The Big Feast                   |
|                  |     |                                 |
| 07.06.2014       | 02  | The Big Sheep                   |
|                  |     |                                 |
| 08.06.2014       | 03  | Buzz, Buzz, Buzz - Bee Research |
|                  |     |                                 |
| 14.06.2014       | 04  | Visiting a Duchess              |
|                  |     |                                 |
| 15.06.2014       | 05  | Charlotte the Chicken           |
|                  |     |                                 |
| 21.06.2014       | 06  | Dinner at the Campfire          |
|                  |     |                                 |